# Robert Sobel
 (août 2022).
Si vous disposez d'ouvrages ou d'articles de référence ou si vous connaissez des sites web de qualité traitant du thème abordé ici, merci de compléter l'article en donnant les références utiles à sa vérifiabilité et en les liant à la section « Notes et références ».
Pour les articles homonymes, voir Sobel.
Robert Sobel, né le 19 février 1931 et mort le 2 juin 1999, est un écrivain, économiste et professeur d'histoire américain, qui a écrit de nombreux livres sur la Bourse et les entreprises.

## Biographie
Robert Sobel est né dans le Bronx, à New York, où il a fait ses études avant de commencer à enseigner à l'Université d'Hofstra en 1956. Après sa mort, l'Université a créé la "Bourse Robert Sobel pour l'excellence dans l'histoire des entreprises et de la finance".
Son premier livre est consacré en 1965 à l'histoire de la Bourse de New-York, et les autres seront aussi des best sellers. Il en écrit trente et publie régulièrement des articles dans le New York Times et le Wall Street Journal. Il a écrit une seule œuvre de fiction, le roman For Want of a Nail, pour lequel il a obtenu le prix Sidewise qui récompense les meilleures uchronies.
Il éprouve une passion pour Wall Street, une fascination qu'il éprouve depuis l'enfance et qui l'amène à traiter en particulier de la période des années 1960. Il aime vulgariser et y voit la mission de sa vie, selon son ami George David Smith.

## Les citations choisies
De Panic on Wall Street par Robert Sobel:

« Bon jugement est généralement la  résulte d'une expérience et la expérience est la experience est fréquemment la  résulte de mauvais jugement. »

« Le britannique a créé un emploi d'emploi public en 1803 appelant à un homme de se tenir sur les falaises de Douvres avec une longue-vue. Il était censé sonner une cloche s'il a vu Napoléon à venir. Le travail a été aboli en 1945. »

D'un Février 22, 1999, l'article du Barron's Magazine par Robert Sobel:

« Rappelez-vous la vieille histoire de deux commerçants qui ont gardé la vente d'un cas de sardines à l'autre augmentant le prix à chaque fois? Un bénéfice sûr-feu sur tous les métiers. Puis on a décidé de goûter le contenu et l'ont trouvé immangeable. «Qu'attendiez-vous?" dit à son collègue. Ils étaient à la négociation, ne pas manger. »

De The Great Bull Market: Wall Street in the 1920s, par Robert Sobel:

« Des événements de Wall Street seraient suivies assidûment par des millions qui en 1920 se souciaient peu sur les marchés boursiers. Beaucoup de titres qui avaient jamais achetés seraient «prendre un dépliant 'sur un stock ou d'une autre. La combine à la Ponzi a touché moins de 50 000 personnes non avertis. Des millions ont été impliqués-certains directement, mais la plupart indirectement dans le marché boursier à la fin de la décennie. Parmi eux étaient très habiles spéculateurs bien informés, qui ont apporté des années d'expérience sur le marché. Au début, il semblait que la hausse du marché était une chance unique dans une vie de faire de l'argent avec peu ou pas de risque. Mais comme les prix du marché boursier a continué d'augmenter, beaucoup ont commencé à croire que la hausse serait permanente, que la courbe de croissance serait sans fin. En perspective, cette conclusion était raisonnable, pour la nation était engagé dans une grande expansion, les bénéfices étaient en hausse, et les conditions semblait sonore. Rétrospectivement, nous pouvons voir les failles dans l'argument, les contradictions de l'économie qui ont finalement été reflétés à Wall Street. Le culte de la bourse était, à la fin, la plus grande fantaisie dans un âge rempli d'illusion. »

« Prenez Radio Corporation of America à la star du marché en 1928. [ … ] Quand il avait rien, mais la promesse, RCA était un 573 $ stock. Trois décennies après la promesse a été réalisé, il allait pour moins de la moitié de sa haute 1929. Pensez à ce que d'essayer d'évaluer les perspectives de certains des hauts potentiels d'aujourd'hui [stocks Internet]. »